# ストックホルム・アーランダ空港
ストックホルム・アーランダ空港（英語: Stockholm-Arlanda Airport）は、スウェーデンの首都、ストックホルムの北42km及びウプサラの南東28kmに位置する国際空港である。

## 概要
空港の規模は、ヨーロッパでは6番目、スウェーデン国内では最大である。スカンジナビア航空のハブ空港のひとつであるが、3本ある滑走路のうち2本の長さが2,500mに留まっており、現代の大型機を受け入れるにはやや短い。そのため、3,000m級の滑走路を複数本備えるデンマークのコペンハーゲン国際空港の方がヨーロッパ地域から遠い長距離路線の発着便が多い（日本（羽田）線を含む）。
ストックホルム・アーランダ空港にも近年アジアからの直行便が増加している。全日本空輸も2020年春以降に、東京国際空港からの直行便を開設予定であったのが、COVID-19の影響に伴い開設が延期されていたが、2025年1月31日より就航開始することが発表された。

## 歴史
1946年、スウェーデン議会はブロンマ空港に代わり新たな空港を建設することを決定した。

1962年4月1日、グスタフ6世アドルフ国王によって「ストックホルム・アーランダ空港」の開港が正式に宣言された。同時に国際線はブロンマ空港からアーランダ空港へ移転することとなった。

1976年に国際線ターミナルである「アーランダインターナショナル」（現在のターミナル5）が設置され、国際線定期便及びチャーター便が当空港へ移転した。また、1983年には国内線第1ターミナル（現在のターミナル4）が設置され、1984年にかけてSAS国内線とリンジェフライグが当空港へ移転した。しばらくすると国内の交通量が予想をはるかに上回ってきたため、1990年に国内線第2ターミナル（現在のターミナル2）が設置された。しかし、厳しい不況により乗客数が減少したためSASは撤退した。その後、ターミナルは国内線・国際線あわせて再編され、名称がターミナル2-5に変更となった。90年代後半には経済も回復し、再び航空需要も高まり始めたため、3つ目の滑走路や管制塔が建設された。

1999年にはアーランダエクスプレスの運行が始まった。

スウェーデンは2001年にシェンゲン協定へ加盟することとなり、それに合わせてターミナルを改修する必要があったため、ターミナル2およびターミナル5は純粋な国際線ターミナルとなった。

2010年統計で、年間利用客数は約1,700万人となっている。

## ターミナル

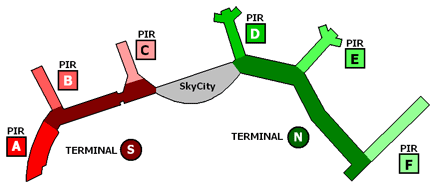
アーランダ空港のターミナルレイアウト

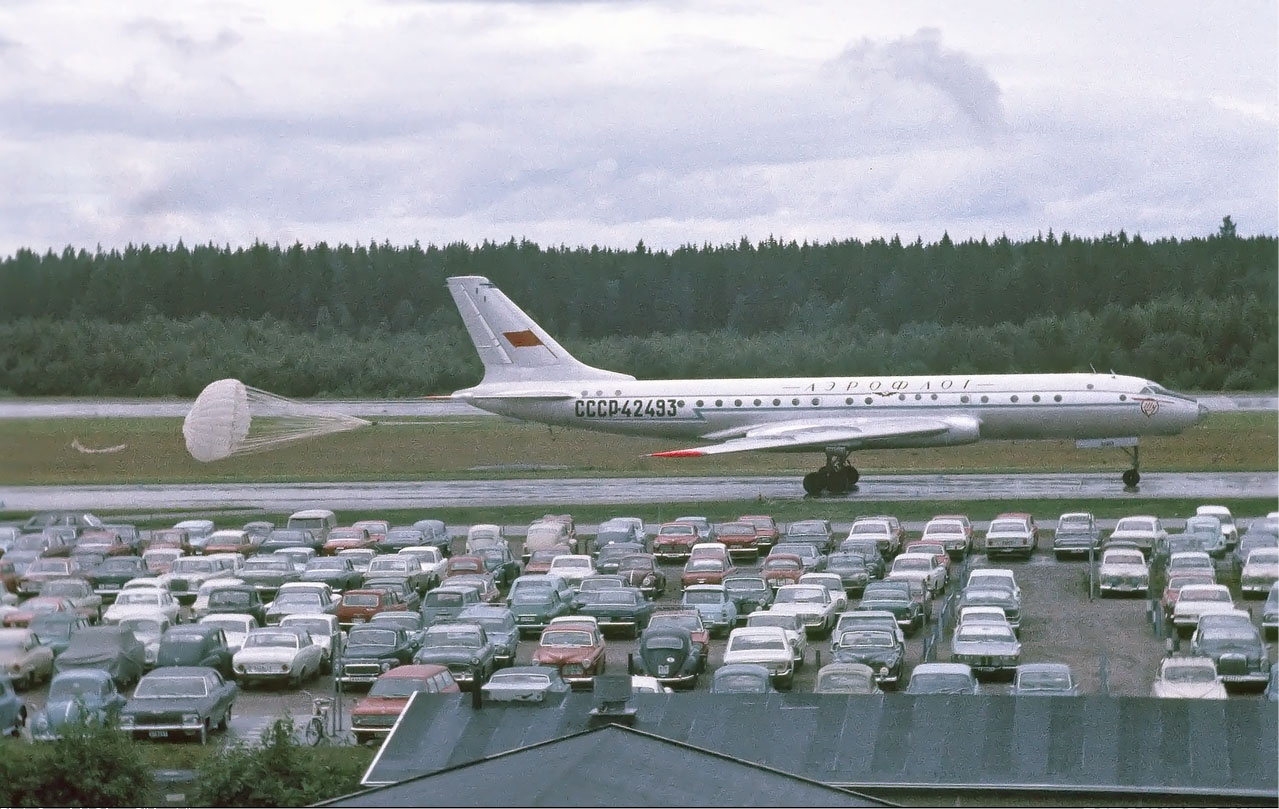
着陸するアエロフロート・ロシア航空のツポレフTu-104B型機（1968年）

4つのターミナルで構成され、国際線はターミナル2・5、国内線はターミナル3・4で運用されている。
また、ターミナル4と５の間にスカイシティというショッピングモールがあり、ラディソンブルーホテルなどの宿泊施設や様々な飲食店、土産物屋で充実している。

## 就航路線
※ 航空連合は右記のとおり。○ - ワンワールド、☆ - スターアライアンス、△ - スカイチーム

### ターミナル2 国際線（Arlanda South）
| 航空会社                       | 就航地                                                                                               |
| ------------------------------ | --- |
| Air Leap                       | マリエハムン                                                                                         |
| フィンエアー ○                 | ヘルシンキ 、ベルゲン（季節運航）                                                                    |
| KLMオランダ航空 △              | アムステルダム                                                                                       |
| トランサヴィア                 | アイントホーフェン                                                                                   |
| ブリティッシュ・エアウェイズ ○ | ロンドン／ヒースロー                                                                                 |
| イージージェット               | ベルリン／テーゲル、 ベルリン／シェーネフェルト 、ジュネーヴ、ミラノ／マルペンサ、リヨン（季節運航） |
| エールフランス △               | パリ／シャルルドゴール                                                                               |
| イベリア航空 ○                 | マドリード                                                                                           |
| ブエリング航空                 | バルセロナ                                                                                           |
| チェコ航空 △                   | チェコ                                                                                               |
| エア・バルティック             | タリン 、リガ                                                                                        |
| アエロフロート・ロシア航空 △   | モスクワ／シェレメチェボ                                                                             |
| ユナイテッド航空 ☆             | ニューアーク （季節運航）                                                                            |

### ターミナル3 リージョナル（Arlanda South）
| 航空会社     | 就航地                               |
| ------------ | ------------------------------------ |
| Air Leap     | カールスタード、ヨンショーピング     |
| Jonair       | スベーグ                             |
| ノルディカ   | イェリバレ （アルビッツヤウル経由）  |
| AIS Airlines | トーシュビュー（ハーグフォシュ経由） |

### ターミナル4 国内線（Arlanda South）
| 航空会社                 | 就航地 |
| ------------------------ | --- |
| スカンジナビア航空 ☆     | キルナ、オーレ・エステルスンド、イェーデポリ、シェルレフテオー、ロンネビュー、ルレオ、マルメ、ウィズビュー、ウメオ、エンゲルホルム、スンツバル、カルマル、エーンヒェルツビーク |
| ノルウェー・エアシャトル | ルレオ、ウメオ、キルナ、オーレ・エステルスンド、イェーデポリ |

### ターミナル5 国際線（Arlanda North）
| 航空会社                                 | 就航地 |
| ---------------------------------------- | --- |
| スカンジナビア航空 ☆                     | （北欧） コペンハーゲン、オスロ、ヘルシンキ、ビルン、ベルゲン、スタヴァンゲル、トゥルク、ヴァーサ、オーフス、トロンハイム、タンペレ、タリン 、ヴィリニュス （西欧）ブリュッセル、パリ/シャルルドゴール、 ロンドン/ヒースロー 、ダブリン、アムステルダム 、ルクセンブルク （中欧）ザルツブルク、インスブルック、ベルリン/テーゲル、ミュンヘン、フランクフルト 、デュッセルドルフ、ハンブルク、チューリッヒ （東欧）サラエヴォ （南欧）ミラノ/リナーテ、トリノ（季節運航）、テッサロニキ （ロシア）サンクトペテルブルク （北米）マイアミ、シカゴ/オヘア、ニューアーク （アフリカ）フルガダ |
| ノルウェー・エアシャトル                 | （北欧）コペンハーゲン、オスロ、ヘルシンキ、リガ、ヴィリニュス （西欧）パリ／シャルルドゴール、 ニース、グルノーブル、ロンドン／ガトウィック 、マンチェスター、アムステルダム （中欧）ブダペスト、 チェコ、 ベルリン／シェーネフェルト 、クラクフ、ザルツブルク （南欧）ローマ、アリカンテ、テネリフェ、グラン・カナリア、マラガ、フエルテベントゥラ、ラ・パルマ、ファロ、ラルナカ （北米）フォートローダーデール （アジア）バンコク、クラビー （中東）ドバイ 、テルアビブ （アフリカ）マラケシュ                                                                                        |
| エチオピア航空 ☆                         | アディスアベバ 、オスロ |
| ルフトハンザドイツ航空 ☆                 | フランクフルト 、ミュンヘン |
| ユーロウイングス                         | ハンブルク、デュッセルドルフ、ケルン-ボン（季節運航） |
| ターキッシュ エアラインズ ☆              | イスタンブール/ISL、アンタルヤ（季節運航） |
| ペガサス航空                             | イスタンブール/SAW、アンタルヤ |
| オーストリア航空 ☆                       | ウィーン |
| LOTポーランド航空 ☆                      | ワルシャワ |
| カタール航空 ○                           | ドーハ |
| ベラヴィア                               | ミンスク |
| シンガポール航空 ☆                       | シンガポール（モスクワ経由） |
| スイス インターナショナル エアラインズ ☆ | チューリッヒ |
| タロム航空 △                             | ブカレスト |
| アイスランド航空                         | レイキャヴィーク |
| タイ国際航空 ☆                           | バンコク |
| ウクライナ国際航空                       | キーウ |
| ノルディカ                               | タリン |
| エミレーツ航空                           | ドバイ |
| TAPポルトガル航空 ☆                      | リスボン |
| 全日本空輸 ☆                             | 東京/羽田 |
| 中国国際航空 ☆                           | 北京/首都 |
| 中国東方航空 △                           | 上海/浦東（季節運航） |
| エア・インディア ☆                       | ニューデリー |
| イラン航空                               | テヘラン |
| ロイヤル・エア・モロッコ                 | カサブランカ |
| エーゲ航空 ☆                             | アテネ |
| アリタリア-イタリア航空 △                | ミラノ/リナーテ（季節運航） |
| クロアチア航空 ☆                         | ザグレブ（季節運航） |
| エア・ヨーロッパ △                       | マドリード （季節運航） |
| エア・セルビア                           | ベオグラード |
| Blue Air                                 | ブカレスト |
| エア・アラビア・モロッコ                 | アガディール |
| ノーベルエア                             | モナスティル（季節運航） |

### ターミナル5 チャータ便
- Air Adriatic
- エア・ヨーロッパ
- Air Finland
- TUIフライ・ノルディック
- Fly Air
- Free Bird Airlines
- Jordan Aviation
- Malmö Aviation
- Nordic Leisure
- ノルウェー・エアシャトル
- Nouvelair Tunisia
- Novair
- ペガサス航空
- Scandinavian Airlines System
- SunExpress
- Thomas Cook Airlines Scandinavia

## 空港アクセス

### 鉄道
- アーランダ空港直通列車 (Arlanda Express)
  - ストックホルム中央駅から20分 停車駅: ストックホルム中央駅 (Stockholm Central)、アーランダ空港南(Arlanda Södra/South T2, T3, T4)、アーランダ空港北(Arlanda Norra/North T5) 大人1人 260SEK。二人切符280EK。他にも割引あり。駅のホームの自販機でも買える。車内で買うと50EK追加。
- SJ AB(SJ Fjärrtåg)
  - ウプサラ、 セーデルテリエ、イェーヴレ、フディクスヴァール、スンズヴァール、エステルスンド、オーレ、ボーレンゲ、ファールン、レクサンド、モーラ、ニーショーピン、ノルショーピン、リンショーピンから、アーランダ中央駅 (Arlanda Central T4とT5の間のSky Cityの地下)

### バス
- リムジンバス (Flygbussarna)
  - ストックホルム中央駅前にあるバスターミナル (Cityterminalen)から40分 停車バス停 ストックホルム中央駅前バスターミナル (Cityterminalen)、聖エリク広場 (S:t Eriksplan)、旧北駅前通り (Norra Stationsgatan)、ハガ・フォーラム (Haga Forum. カロリンスカ大学総合病院前)、ハガ・ノッラ (Haga Norra. ハガ公園前)、フロースンダ (Frösunda. SAS本社前)、ヤルヴァ・クローグ (Järva Krog. ヤルヴァ・クローグ　ジャンクション E4とE18)、アーランダ空港(T5, T4, T2の順番)
- 民間バス (Lokalbuss)
  - 首都圏交通 (Storstockholms Lokaltrafik)がマーシュタ、ノルテリエより

### 自動車
E04号線を利用して、ストックホルム 中心部やウプサラよりアクセス可能。空港には駐車場もあり，長期の駐車にも対応可能としている。長期駐車する場合は無料送迎サービスを利用することができる。

### タクシー
ストックホルム中心部まで定額制のタクシーが運行されている。目安として500〜600SEK。また、タクシーメーターを利用して乗車することも可能。

### 事故
1991年12月27日に空港から約15km離れたゴットゥローラにスカンジナビア航空751便が不時着した。
機体は大破したものの乗客乗員129名は全員生還した。（詳細はスカンジナビア航空751便不時着事故を参照）